# Herwig Ahrendsen
Herwig Ahrendsen, nemški rokometaš, * 1. marec 1948, Husum.
Leta 1972 je na poletnih olimpijskih igrah v Münchnu v sestavi zahodnonemške rokometne reprezentance osvojil šesto mesto.